# Ryse: Son of Rome
Ryse: Son of Rome és un videojoc d'acció i aventura comercialitzat el 22 de novembre del 2013 per a Xbox One. Es controla un general romà anomenat Màrius Titus. Compta amb el suport dels altres soldats romans que en rebran ordres. El component històric no és del tot exacte, es duu a terme en una línia de temps alterna. La història segueix la vida de Màrius des de la infància fins a convertir-se en un líder de l'exèrcit romà. La història es defineix com "una història èpica de venjança que abasta tota la vida". Crytek ha confirmat quinze personatges del nivell Heroi que també apareixeran a la història de Màrius. Els jugadors controlen Màrius amb el comandament de la consola i donaran ordres als altres soldats romans mitjançant els comandaments de veu del Kinect. També hi ha un mode multijugador cooperatiu, on els jugadors lluiten entre si en un ambient d'una arena de gladiadors.